# Aproximante epiglotal
La aproximante epiglotal sonora es un tipo de fonema consonántico utilizado en algunos idiomas. El símbolo en el Alfabeto Fonético Internacional que representa este fonema es una vibrante múltiple epiglotal pero con un diacrítico abajo, [ʢ̞] (o más comúnmente escrita como [ʢ]), su equivalente en X-SAMPA es <\.

## Características
- Su modo de articulación es aproximante, lo que significa que se produce por el acercamiento del tracto vocal al lugar de la articulación, pero no lo suficiente como para producir una corriente de aire turbulento.
- Su lugar de articulación es epiglotal , lo que significa que se articula con los pliegues ariepiglóticos contra la epiglotis.
- Su fonación es sonora, lo que significa que las cuerdas vocales vibran durante la articulación.
- Es una consonante oral, lo que significa que se permite que escape el aire solamente a través de la boca.
- Es una consonante central, que significa que se produce por la dirección de la corriente de aire a lo largo del centro de la lengua, en lugar de a los lados.
- El mecanismo de flujo de aire es pulmonar, lo que significa que se articula empujando el aire únicamente con los pulmones y el diafragma, como en la mayoría de los sonidos.

## Ocurre en
| Idioma | Idioma | Palabra | AFI        | Significado | Notas |
| ------ | ------ | ------- | ---------- | ----------- | ----- |
| Árabe  | Árabe  | تَعَشَّى    | [t̪ɑʢɑʃʃɐː] | 'almorzar'  |       |